# Radicaal 15
Van de in totaal 214 Kangxi-radicalen heeft radicaal 15 de betekenis ijs. Het is een van de drieëntwintig radicalen die bestaan uit twee strepen.
In het Kangxi-woordenboek zijn er 115 karakters die dit radicaal gebruiken.

## Karakters met het radicaal 15

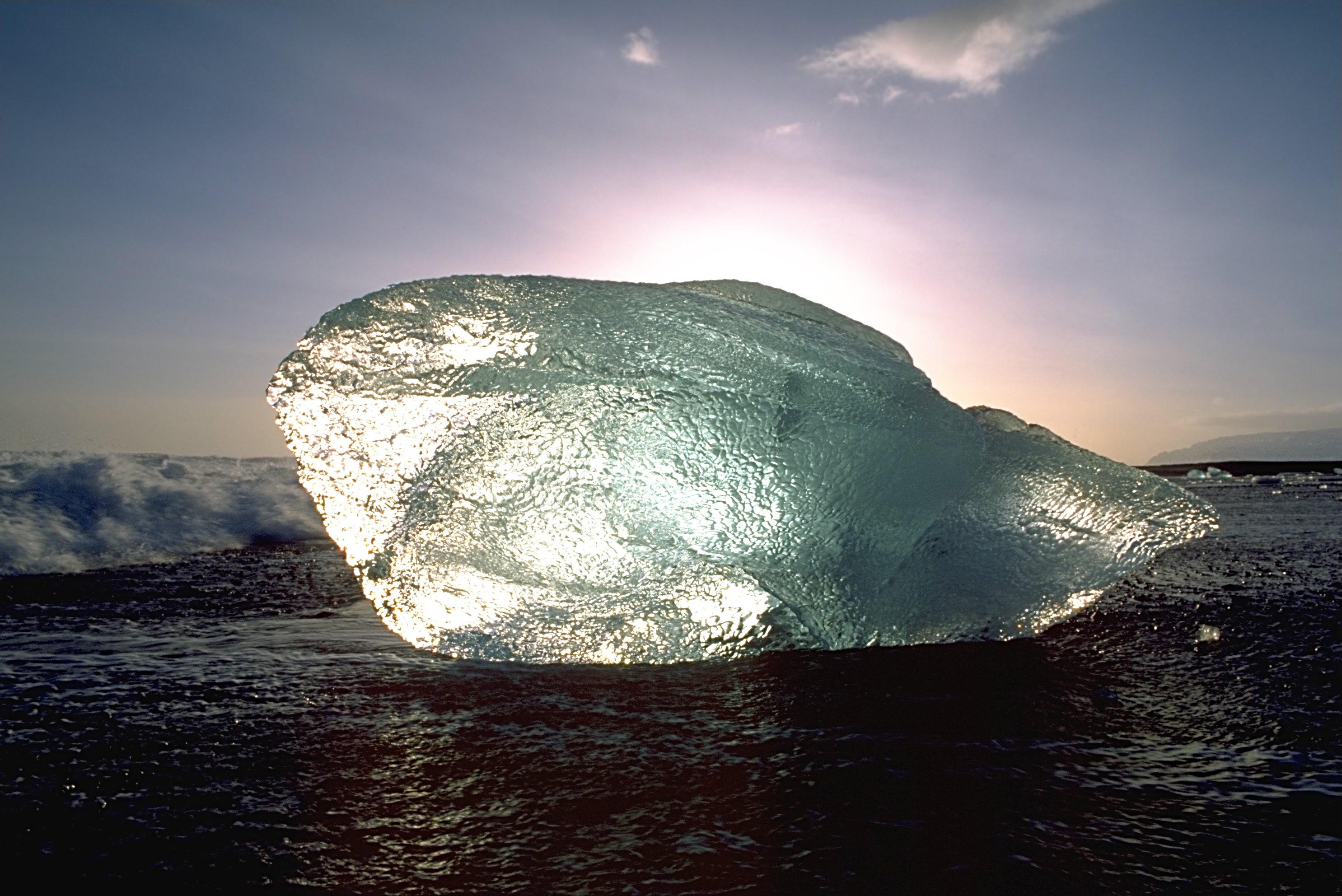
IJsblok bij het gletsjermeer Jökulsárlón in IJsland.

| Strepen | Karakter                         |
| ------- | -------------------------------- |
| + 0     | 冫                               |
| + 3     | 冬 冭 冮 冯                      |
| + 4     | 冰 冱 冲 决 冴                   |
| + 5     | 况 冶 冷 冸 冹 冺                |
| + 6     | 冻 冼 冽 冾 冿 净                |
| + 7     | 凁 凂 凃                         |
| + 8     | 凄 凅 准 凇 凈 凉 凊 凋 凌 凍 凎 |
| + 9     | 减 凐 凑                         |
| + 10    | 凒 凓 凔 凕 凖                   |
| + 11    | 凗                               |
| + 12    | 凘                               |
| + 13    | 凙 凚 凛 凜                      |
| + 14    | 凝 凞                            |
| + 15    | 凟                               |